# Norwood – 205th Street
Norwood – 205th Street – stacja początkowa metra nowojorskiego, na linii D. Znajduje się w dzielnicy Bronx, w Nowym Jorku i zlokalizowana jest przed stacją Bedford Park Boulevard. Została otwarta 1 lipca 1933.